# Louis-François Dubuc
 (juillet 2013).
Si vous disposez d'ouvrages ou d'articles de référence ou si vous connaissez des sites web de qualité traitant du thème abordé ici, merci de compléter l'article en donnant les références utiles à sa vérifiabilité et en les liant à la section « Notes et références ».
Louis-François Dubuc ou du Buc (né le 22 mai 1759 à La Trinité en Martinique, et mort le 3 décembre 1827 à Paris) était un homme politique français. Il fut officier au régiment de Bouillon, planteur esclavagiste à la Martinique, porte-parole des colons martiniquais, administrateur de l'île occupée par les Anglais en mai 1794, à l'issue du Traité de Whitehall dont il fut l’un des signataires, député par la Chambre d'Agriculture de la Martinique à Paris de 1803 à 1814 et enfin intendant de la Martinique de 1814 à 1817.

## Biographie

### Jeunesse
Créole blanc, Louis-François Dubuc naît le 22 mai 1759 à La Trinité en Martinique. Après avoir fait ses études à l’École d’artillerie de Strasbourg, il est nommé, à l’âge de 16 ans, sous-lieutenant au régiment de Bouillon et y restera neuf ans. Il fait campagne à Mahón, à Gibraltar, à Cadix et démissionne en 1783. En 1786, il devient le fils aîné à la mort de son frère Pierre.

### La Révolution
Membre de l’Assemblée Coloniale en 1789, président de son Comité Permanent (Confédération de Planteurs) le 10 décembre 1790, Louis-François Dubuc en devient vice-président puis président en 1792. Il est l’homme fort de la Martinique.
En 1789, des troubles éclatent à La Martinique. La garnison de Saint-Pierre et celle de Fort-de-France s’allient aux révolutionnaires et s'opposent à l'Assemblée Coloniale accusée de comportement antirépublicain. La présence de Noirs armés, au milieu des troupes régulières, multiplie le marronnage (la fuite d’esclaves des plantations).
Cependant, étant donné les dettes de son père et les siennes propres, Dubuc est initialement peu enclin à militer en faveur de la monarchie qui s’apprête à le ruiner[pourquoi ?], et il est partisan de tout changement susceptible de faire annuler les créances de son père.
En novembre 1792, l'Assemblée coloniale, craignant la contagion des révoltes d'esclaves comme celles de Saint-Domingue, et profondément blessée par les exigences de la Convention[pas clair], envoie à Londres Louis-François Dubuc avec Clairfontaine, représentant de la Guadeloupe, où ils doivent rejoindre Louis de Curt pour demander des secours aux Anglais.
Ils signent le 19 février 1793 le traité de Whitehall qui met l'île sous la protection anglaise à la demande des colons esclavagistes, et stipule qu’elle retournera à la France sans compensation lorsqu'un souverain français de la famille de Bourbon sera rétabli sur le trône.
En juin 1793, les Anglais attaquent la Martinique : Dubuc fait partie du corps expéditionnaire. Il avait fait croire aux autorités britanniques qu’« il suffisait qu’une expédition anglaise se présentât, et que les Forts seraient remis aux troupes anglaises pour protéger la Colonie contre la République, tout en y laissant flotter le drapeau blanc comme signe de la souveraineté de la France » selon Sidney Daney.
Cependant, cette première expédition est un échec et Louis-François Dubuc doit se réfugier à la Dominique d’où il entretient « une correspondance secrète avec les campagnes ». Avec des amis partout aux Antilles, il pouvait être reçu avec une grande hospitalité chez la plupart des colons. Une nouvelle expédition a lieu le 20 mars 1794 et, cette fois, on assiste à la capitulation des républicains français.
Dubuc revient à la Martinique sur le navire anglais Vengeance et, le gouvernement nouveau ne se substituant pas au roi de France pour ce qui touchait les dettes des Dubuc, la famille est sauvée de la ruine. Le 24 mai 1794, Louis-François Dubuc est nommé administrateur général de  la Martinique. Il est remplacé en 1796 par Sir Robert Shore Milnes tandis que le 15 août 1795, il devient membre du Conseil privé des colonies anglaises, sans traitement. Puis il devient président du Conseil Souverain.
La Martinique recouvre un calme relatif sous le contrôle britannique, empêchant l'application sur l'île de la première abolition de l'esclavage du 4 février 1794. L'économie de plantation se poursuit donc avec l'esclavage et la traite négrière, et près de 20 000 captifs supplémentaires seront importées par les Britanniques durant la période de 1794 à 1802.

### Le Consulat et l'Empire
En 1802, à la suite du traité d’Amiens qui restitue la Martinique à la France, Louis-François Dubuc est chargé par les colons de représenter leurs intérêts auprès du Premier Consul. Soupçonné d’anglophilie, il est tenu par le Premier Consul « dans une espèce de disgrâce pendant assez longtemps », bien qu'il soit cousin éloigné de l’épouse du Premier Consul, Joséphine de Beauharnais.
En mars 1803, le gouvernement rétablit les Chambres d'Agriculture dans les colonies, qui se voient dotées chacune de cinq membres élus parmi les propriétaires de plantations. Ces membres élisent un député extérieur à la Chambre d'Agriculture, sur proposition du gouvernement. La chambre d'Agriculture de Martinique élit alors Louis-François Dubuc comme son député, la représentant à Paris au moment de l'établissement de l'Empire, Napoléon Ier acceptant provisoirement cela.
En 1804, il est à la tête de la députation créole qui présente les félicitations des Martiniquais aux nouveaux Empereur et Impératrice. Louis-François Dubuc rentre en grâce et il est même admis à toucher les appointements qui lui avaient été accordés par la colonie.
En février 1809, la colonie de la Martinique tombe sous le contrôle des Britanniques, qui nomment Dubuc de Saint-Olympe, cousin de Louis-François Dubuc, secrétaire du gouvernement de la colonie puis administrateur civil durant son occupation jusqu'à la paix en 1814.

### La Restauration
En 1814, Louis XVIII le nomme intendant de la Martinique et le fait chevalier de l'ordre royal et militaire de Saint-Louis, tandis que le comte Pierre de Vaugiraud de Rosnay (1741-1819), vice-amiral, est nommé gouverneur de la Martinique. Louis-François Dubuc se rend dans l’île le 22 décembre. Il garde son poste jusqu’en 1817, date de la suppression des intendants coloniaux.
Entre 1814 et 1817, le gouverneur Pierre de Vaugiraud de Rosnay, métropolitain, et l'intendant Dubuc, qui est créole, ne réussissent pas à s'entendre. Leur différend remonte jusqu'au roi qui les rappelle à Paris et supprime la fonction d'intendant. Le général Donzelot est nommé gouverneur de la Martinique en août 1817.
Financièrement, Louis-François Dubuc est en difficulté : toutes les habitations héritées de son père sont grevées d’hypothèques et il est obligé de se séparer des terres de ses ancêtres. N’arrivant pas à remettre sur pied les habitations de Galion-Grand Fonds, il les vend en 1819. Mis à la retraite en 1821, il est pensionné le 24 août 1824, est élu député de la Martinique en 1827, mais meurt à Paris le 3 décembre 1827, avant de pouvoir siéger.
Sa tombe se trouve au cimetière du Père-Lachaise (21e division) à Paris.

### Mariage et enfants
Il épouse à Fort-de-France, le 4 août 1794, Anne-Françoise Le Vacher de Boiville, dont il a trois filles, Rose Antoinette Denise, Louise Désirée Julie, Geneviève Désirée Elisabeth, et un fils, Jean Baptiste, mort en bas âge.

## Armoiries
Selon le livre « La saga des Dubuc » et les archives privées de la famille Du Buc[source insuffisante], Louis-François Dubuc, dernier intendant colonial de la Martinique avant la suppression de la fonction par décision royale, portait comme armoiries :
- d'azur à un sauvage d'or ; au chef cousu de gueules chargé de trois dards d'argent posés en fasces par héritage et filiation depuis 1701 d'après le règlement d'armoiries et lettres patentes[réf. nécessaire] ;
- parti au 1 d’or à la bande d’azur, qui est du Buc de Normandie ; au 2 d’azur à un sauvage d’argent portant sur son épaule droite une massue de même, au chef cousu de gueules chargé de trois flèches empennées d’argent, posées l’une sur l’autre en fasces, qui est du Buc de Martinique après 1769 (lettres patentes)[réf. nécessaire] ;
- d’argent à la bande d’azur après 1781 par accord familial et notarié, et consentement royal (lettres patentes)[réf. nécessaire].